# Stendal Hauptbahnhof
Stendal Hauptbahnhof (bis 14. Dezember 2019: Stendal) ist neben Stendal-Stadtsee, Stendal-Hochschule und Stendal-Vorbahnhof einer von vier Bahnhöfen der Hansestadt Stendal in Sachsen-Anhalt. Er ist ein wichtiger Eisenbahnknoten für Züge des Regionalverkehrs und wird auch regelmäßig von Intercity- und Intercity-Express-Zügen bedient. Bis zum Winterfahrplan 2012 wurde der Bahnhof Stendal im Personenverkehr ausschließlich von Zügen der Deutschen Bahn angefahren. Seit Dezember 2012 fahren die Ostdeutsche Eisenbahn (ODEG) sowie seit dem 9. Dezember 2018 auch die Hanseatische Eisenbahn und die Regionalverkehre Start Deutschland den Bahnhof an. Auch Flixtrain hat einen Halt in Stendal Hbf seit Mitte des Jahres 2021 auf der Achse Berlin–Köln–Aachen eingerichtet.

## Geschichte
Am 7. Juli 1849 erhielt die Stadt Stendal ihren ersten Eisenbahnanschluss, als die Magdeburg-Wittenbergesche Eisenbahn-Gesellschaft die Bahnstrecke Magdeburg–Wittenberge eröffnete. Diese führte am östlichen Ortsrand entlang, wo sich zunächst auch der Bahnhof befand.
Im Zuge der Bauarbeiten für die Bahnstrecke Stendal–Uelzen und die Berlin-Lehrter Eisenbahn um 1870 musste der Bahnhof jedoch an den Südrand der Stadt verlegt werden, um den Reisenden einen Umstieg zwischen den drei Strecken zu ermöglichen. Die Magdeburg-Wittenbergesche Bahn wurde ebenfalls verlegt, um an den neuen Bahnhof angeschlossen zu werden, und umfährt die Stadt seitdem im Westen. Zwischen 1869 und 1871 entstand auch das heutige Empfangsgebäude.
Im April 1886 erhielt der Bahnhof Anschluss an die Stendal-Tangermünder Eisenbahn.
Im Juni 1892 wurde eine Straßenbahnverbindung zwischen dem Bahnhofsvorplatz und dem Uenglinger Tor eröffnet; im Oktober 1909 kam eine weitere hinzu, die ebenfalls zum Uenglinger Tor, von dort aber weiter zum damaligen Ostbahnhof führte. Beide Straßenbahnstrecken wurden im Oktober 1926 stillgelegt und durch eine Omnibusverbindung ersetzt.
Im Herbst 1908 wurde der Bahnhof mit der Kleinbahn Stendal–Arendsee verbunden, im Mai 1914 auch mit der Kleinbahn Stendal–Arneburg, nachdem diese von Meterspur auf Normalspur umgebaut worden war. Die Strecke nach Arendsee wurde zwischen 1978 und 1995 schrittweise stillgelegt. Auf der Strecke nach Arneburg endete der gesamte Bahnbetrieb im Oktober 1972. 1911 entstand östlich des Empfangsgebäudes der die Bahnanlagen unterquerende Röxer Tunnel, von dem auch die Bahnsteige zugänglich sind.
Im Zweiten Weltkrieg wurden der Bahnhof und die Reichsbahnanlagen Stendal zweimal schwer von der 8. US-Luftflotte bombardiert: am 22. Februar im Rahmen der alliierten Operation Clarion und am 8. April 1945. Am 22. Februar trafen die meisten Bomben allerdings den benachbarten Stadtteil Röxe, was das Leben von etwa 200 Einwohnern und von vielen Wehrmachtsangehörigen forderte.
Ab Januar 1977 endeten auch die Züge der neuen Bahnstrecke Borstel–Niedergörne im Bahnhof, die Strecke war als Anbindung für das nie fertiggestellte Kernkraftwerk Stendal vorgesehen. Seit der Aufgabe des Personenverkehrs Ende 1995 wird diese Strecke nur noch von Güterzügen befahren.
1984 erhielt Stendal mit der Elektrifizierung der Strecke nach Magdeburg Anschluss an das elektrische Eisenbahnnetz.
Zwischen 1994 und 1998 wurde parallel zur Berlin-Lehrter Bahn die Schnellfahrstrecke Hannover–Berlin gebaut. Entgegen dem Wunsch der Stadt wurde dabei auch eine südliche Umfahrung Stendals geschaffen, die bis heute von den meisten auf der Strecke verkehrenden Fernzügen genutzt wird. Trotzdem hielt am 27. September 1998 der erste ICE im Stendaler Bahnhof.
Im Januar 2015 wurde die Personenunterführung zur Südseite verlängert. Es war geplant, ab 2016 die Mittelbahnsteige zu erneuern und Aufzüge zu bauen, sodass der Bahnhof barrierefrei wird. Dafür sollten insgesamt 5 Millionen Euro investiert werden. Der Baubeginn verzögerte sich allerdings bis 2019, sodass mit einer Fertigstellung erst 2021 zu rechnen war. Am 13. Juni 2019 wurde der feierliche Baubeginn begangen. Die Bauarbeiten an Bahnsteige und Aufzügen waren zum Jahresende 2021 weitgehend abgeschlossen, 2022 finden noch Restarbeiten statt.
Zum Fahrplanwechsel am 15. Dezember 2019 erhielt der Bahnhof den Namenszusatz „Hauptbahnhof“.
2019 war geplant den Raum Stendal im Zuge des „Starterpakets“ der Digitalen Schiene Deutschland, als Teil des TEN-Kernnetzkorridors Skandinavien–Mittelmeer, bis 2030 mit Digitalen Stellwerken und ETCS auszurüsten.

## Anlage

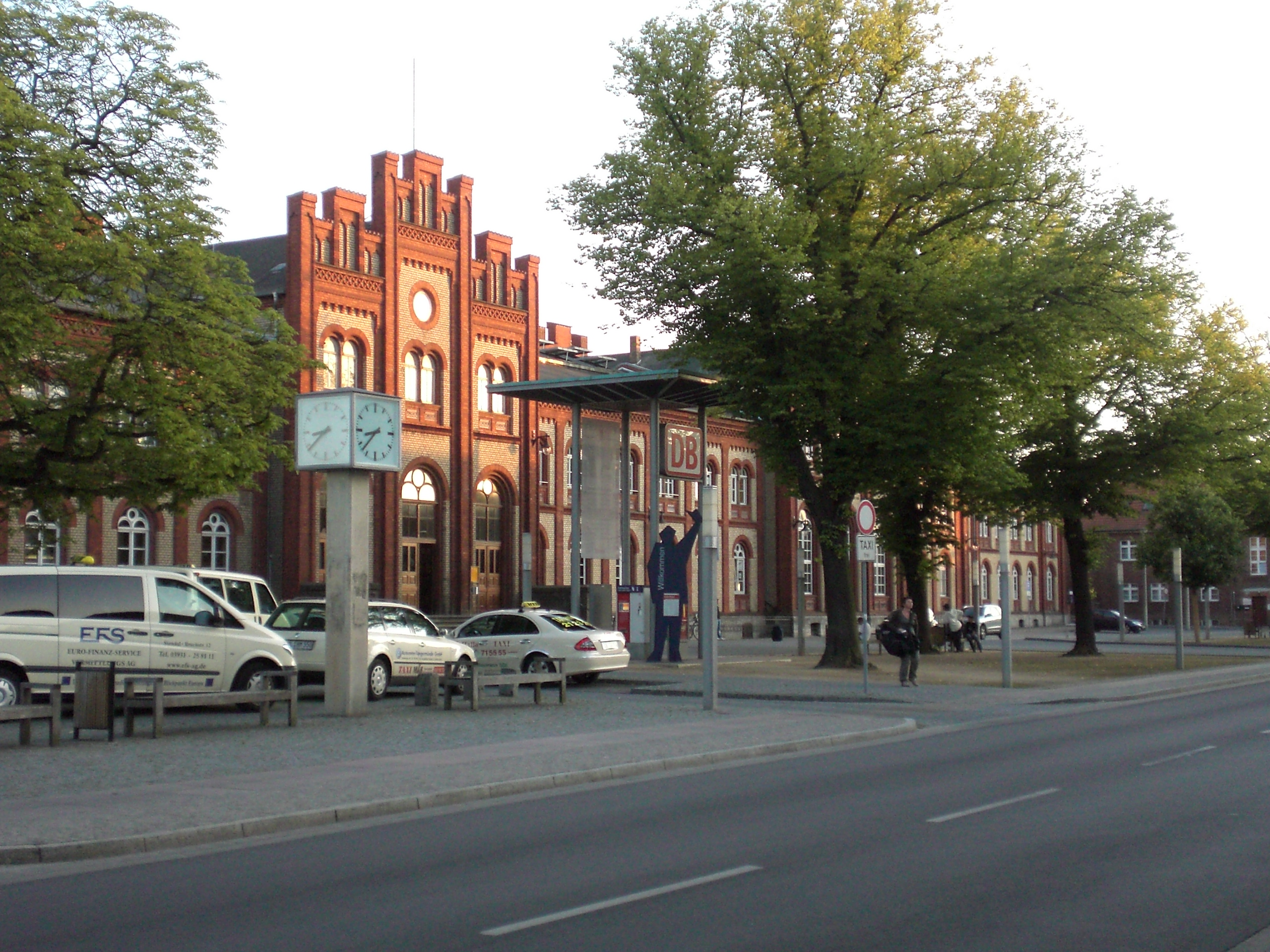
Blick auf den Bahnhofsvorplatz

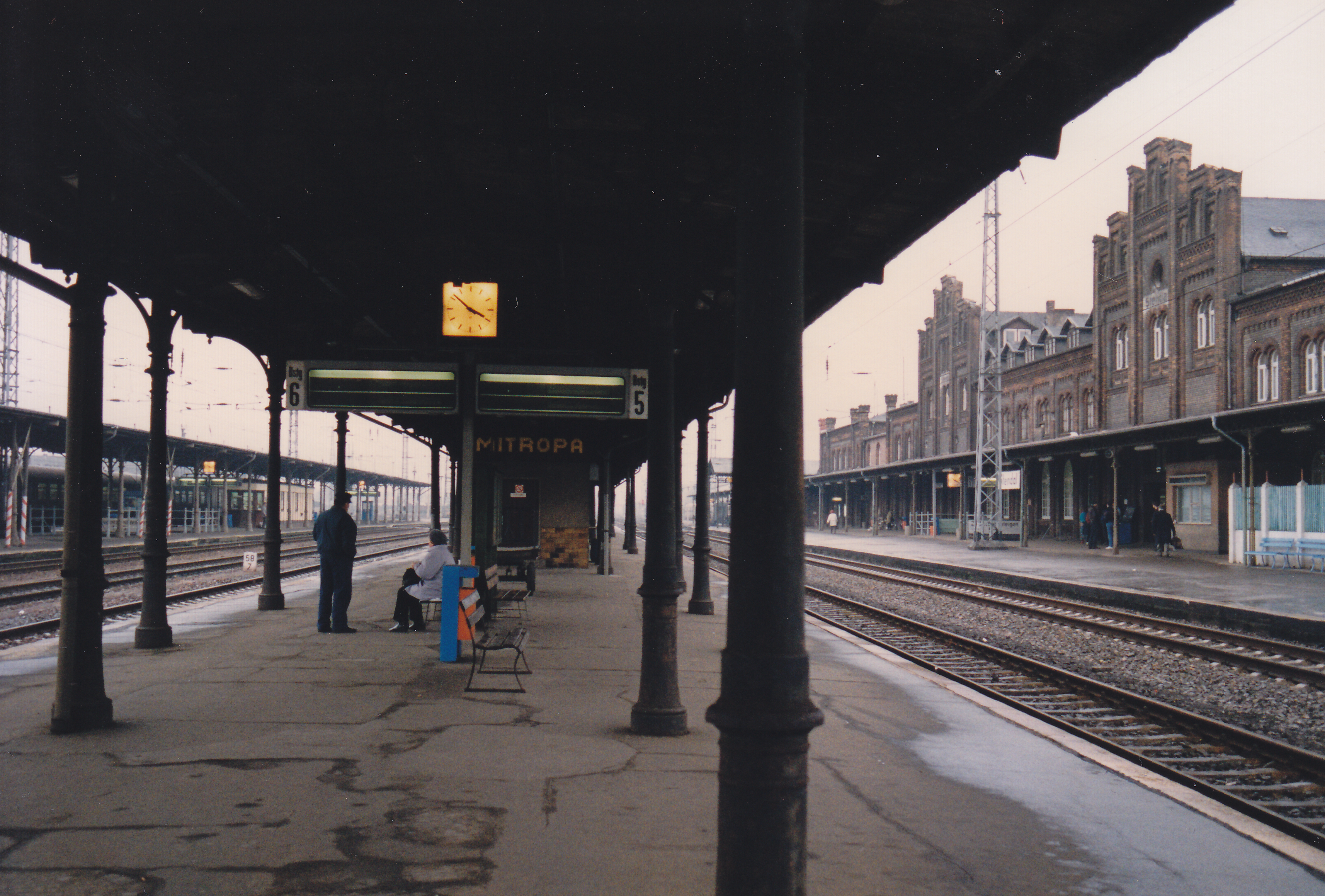
Stendal Hbf 1991

Der Bahnhof verfügt über acht Bahnsteiggleise, davon fünf Durchgangsgleise und drei Stumpfgleise. Das durchgängig befahrbare Gleis 1 liegt am Hausbahnsteig, die Gleise 2–5 an zwei Mittelbahnsteigen. Die Kopfgleise 6 und 7 befinden sich östlich bzw. westlich des Empfangsgebäudes und sind über den Hausbahnsteig erreichbar. Das dritte Kopfgleis 8 schließt sich in östlicher Richtung an den Mittelbahnsteig 2/3 an. Die folgende Tabelle zeigt Länge und Höhe der Bahnsteige.
| Gleis | Länge (in m) | Höhe (in cm) |
| ----- | ------------ | ------------ |
| 1     | 400          | 76           |
| 2     | 295          | 55           |
| 3     | 414          | 55           |
| 4     | 055          | 55           |
| 5     | 055          | 55           |
| 6     | 138          | 55           |
| 7     | 170          | 55           |
| 8     | 080          | 55           |

Westlich des Bahnhofs befindet sich eine große Abstellanlage.
Auf dem Bahnhofsvorplatz verkehren mehrere Omnibuslinien, die von Stendalbus betrieben werden, außerdem befindet sich dort ein Taxistand.

## Verkehrsanbindung

### Fernverkehr
| Linie  | Linienverlauf | Takt (min)                | EVU            |
| ------ | --- | ------------------------- | -------------- |
| ICE 10 | Berlin – Stendal – Wolfsburg – Hannover – Bielefeld – Dortmund – Essen – Duisburg – Düsseldorf                          | einzelne Züge             | DB Fernverkehr |
| ICE 13 | Berlin – Stendal – Wolfsburg – Braunschweig – Hildesheim – Göttingen – Kassel-Wilhelmshöhe – Frankfurt (Main)           | 120                       | DB Fernverkehr |
| ICE 77 | Berlin – Stendal – Hannover – Bünde (Westf) – Osnabrück – Münster (Westfalen)                                           | ein Zug täglich (ICE 742) | DB Fernverkehr |
| IC 56  | Leipzig – Leipzig/Halle Flughafen – Halle (Saale) – Magdeburg – Stendal – Wittenberge – Schwerin – Rostock – Warnemünde | einzelne Züge             | DB Fernverkehr |
| IC 57  | Magdeburg – Stendal – Salzwedel – Uelzen – Hamburg-Harburg – Hamburg Hbf – Hamburg-Altona                               | ein Zugpaar               | DB Fernverkehr |

Im Zuge der Streckensperrung zwischen Berlin und Hamburg von September bis Dezember 2021 wurde die Flixtrain-Linie FLX 35 umgeleitet. Dabei hielten die Züge von Kiel, Hamburg in Richtung Berlin in Stendal Hbf, während sie in der Gegenrichtung hielten.
| Linie  | Linienverlauf                                                                                             | Takt (min)               | Betriebsstart | Betreiber |
| ------ | --- | ------------------------ | ------------- | --------- |
| FLX 35 | (Kiel-) Hamburg Hbf – Salzwedel – Stendal – Berlin-Spandau – Berlin Hbf – Berlin Südkreuz (– Leipzig Hbf) | 1–3 Züge Richtung Berlin | 11.09.2021    | Flixtrain |

### Regionalverkehr
| Linie                    | Linienverlauf | Takt (min)                                                                             | EVU              |
| ------------------------ | --- | -------------------------------------------------------------------------------------- | ---------------- |
| RE 4                     | Stendal – Rathenow – Wustermark – Berlin-Spandau – Berlin Hbf – Berlin Südkreuz – Ludwigsfelde – Luckenwalde – Jüterbog – Falkenberg (Elster) | 120                                                                                    | DB Regio Nordost |
| RE 20                    | Schönebeck-Bad Salzelmen – Schönebeck (Elbe) – Magdeburg – Stendal – Hohenwulsch – Salzwedel – Uelzen                                         | 60                                                                                     | DB Regio Südost  |
| RB 33                    | Stendal – Miltern – Tangermünde | 60                                                                                     | HANS             |
| RB 34                    | Stendal – Schönhausen (Elbe) – Rathenow | 120                                                                                    | HANS             |
| RB 35                    | Stendal – Uchtspringe – Gardelegen – Mieste – Oebisfelde – Wolfsburg Hbf                                                                      | 60 (Mo–Fr) 120 (Sa–So)                                                                 | start            |
| S 1                      | Schönebeck-Bad Salzelmen – Magdeburg – Tangerhütte – Stendal – Osterburg – Seehausen – Wittenberge                                            | 60 (Schönebeck–Stendal) 60 (Stendal–Wittenberge Mo–Fr) 120 (Stendal–Wittenberge Sa–So) | DB Regio Südost  |
| Stand: 15. Dezember 2024 | |                                                                                        |                  |

### Öffentlicher Nahverkehr
Am Bahnhofsvorplatz befindet sich der Busbahnhof, von dem der PlusBus-Linien des Bahn-Bus-Landesnetz Sachsen-Anhalt, betrieben von der Stendalbus und Nahverkehrsgesellschaft Jerichower Land, auf folgenden Verbindungen verkehren:
- Linie 790: Stendal ↔ Fischbeck ↔ Jerichow ↔ Redekin ↔ Scharteucke ↔ Genthin
- Linie 900: Stendal ↔ Fischbeck ↔ Schönhausen ↔ Klietz ↔ Havelberg ↔ Glöwen

Weiterhin ist der Hauptbahnhof durch sechs Stadt- sowie mehreren Regionalbuslinien der Stendalbus angebunden.